# Katikere, Arsikere
Katikere là một làng thuộc tehsil Arsikere, huyện Hassan, bang Karnataka, Ấn Độ.